# Quo (álbum)
Quo es el séptimo álbum de estudio de la banda británica de rock Status Quo, publicado en 1974 por Vertigo Records para el Reino Unido y por A&M Records para los Estados Unidos. Al momento de su publicación, la banda ya era considerada como una de las nuevas grandes bandas de boogie rock, por ello el disco logró en poco tiempo gran repercusión comercial en su propio país y sobre todo recibió buenas críticas de la prensa.
En pocos días se posicionó en el segundo lugar de los UK Albums Chart, donde permaneció 16 semanas consecutivas en la lista. Además y en el mismo mes de su lanzamiento, obtuvo disco de oro en el Reino Unido, luego de superar las 100 000 copias vendidas. Por otro lado y para promocionarlo el 26 de abril habían publicado el sencillo, «Break the Rules», que alcanzó el octavo puesto en la lista UK Singles Chart.

## Lista de canciones
| N.º | Título                   | Escritor(es)                                  | Duración |  |
| 1.  | «Backwater»              | Parfitt, Lancaster                            | 4:22     |  |
| 2.  | «Just Take Me»           | Parfitt, Lancaster                            | 3:31     |  |
| 3.  | «Break the Rules»        | Rossi, Parfitt, Lancaster, Coghlan, Bob Young | 3:37     |  |
| 4.  | «Drifting Away»          | Parfitt, Lancaster                            | 5:00     |  |
| 5.  | «Don't Think it Matters» | Parfitt, Lancaster                            | 4:48     |  |
| 6.  | «Fine Fine Fine»         | Rossi, Young                                  | 2:31     |  |
| 7.  | «Lonely Man»             | Parfitt, Lancaster                            | 5:05     |  |
| 8.  | «Slow Train»             | Rossi, Young                                  | 7:55     |  |

| Pista adicional en remasterización de 2005 |                |                                           |          |  |
| N.º                                        | Título         | Escritor(es)                              | Duración |  |
| 9.                                         | «Lonely Night» | Rossi, Parfitt, Lancaster, Coghlan, Young | 3:26     |  |

## Músicos
- Francis Rossi: voz y guitarra líder
- Rick Parfitt: voz y guitarra rítmica
- Alan Lancaster: voz y bajo
- John Coghlan: batería
- Bob Young: armónica en «Break the Rules» (músico invitado)
- Tom Parker: piano en «Break the Rules» (músico invitado)